# Associazione Calcio Trento 1951-1952
Questa voce raccoglie le informazioni riguardanti l'Associazione Calcio Trento nelle competizioni ufficiali della stagione 1951-1952.

## Rosa
| N. |                   | Ruolo | Calciatore     |
| -- | ----------------- | ----- | -------------- |
|    | Italia (bandiera) | P     | I. Bortolotti  |
|    | Italia (bandiera) | C     | S. Camillotti  |
|    | Italia (bandiera) | A     | Renato Capraro |
|    | Italia (bandiera) | A     | G. Corradini   |
|    | Italia (bandiera) | C     | G. Maistri     |
|    | Italia (bandiera) | A     | Silvano Mari   |
|    | Italia (bandiera) | A     | G. Marchetti   |
|    | Italia (bandiera) | A     | Nello Mason    |

| N. |                   | Ruolo | Calciatore    |
| -- | ----------------- | ----- | ------------- |
|    | Italia (bandiera) | D     | D. Mingardi   |
|    | Italia (bandiera) | D     | N. Negri      |
|    | Italia (bandiera) | C     | P. Pogliani   |
|    | Italia (bandiera) | D     | L. Santarello |
|    | Italia (bandiera) | C     | L. Saro       |
|    | Italia (bandiera) | C     | E. Setti      |
|    | Italia (bandiera) | A     | O. Tommasi    |